# Ctibor Štítnický
Ctibor Štítnický, właśc. Tibor Dörner (ur. 6 września 1922 w Szczytniku zm. 12 czerwca 2002 w Bratysławie) – słowacki poeta i tłumacz, mąż słowackiej pisarki Jarmily Štítnickiej.

## Dzieła

### Poezja
- 1943 – Presýpacie hodiny
- 1946 – Červená šatka
- 1949 – Pochod miliónov
- 1950 – Jarná pieseň družstevníka
- 1952 – Rodina
- 1954 – Na teba myslím
- 1959 – Chlieb a ruže

### Poezja dla dzieci i dla młodzieży
- 1960 – Jarný karneval
- 1968 – Rozprávky na predaj

### Wybrana poezja
- 1962 – Slnovrat
- 1966 – Ostaň tu ešte chvíľku

### Publicystyka
- 1956 – Maďarské rapsódie, reportáže